# Paavõlka-tó
A Paavõlka-tó (észtül: Paavõlka järv, vagy másik nevén: Tsilgutaja Väikejärv) Észtország Võru  megyéjében található tó. A Haanja községhez tartozó Ruusmäe faluban fekszik. Területe 0,9 ha.

## Földrajza
A 0,9 hektáros vízfelülettel rendelkező tó átlagos mélysége 6 méter. A tó partvonala 371 méter hosszú, szélessége 40 méter, hossza 80 méter.